# Associazione Giovanile Nocerina 1910 2005-2006
Questa pagina raccoglie le informazioni riguardanti l'Associazione Giovanile Nocerina 1910 nelle competizioni ufficiali della stagione 2005-2006.

## Rosa
| N. |                   | Ruolo | Calciatore          |
| -- | ----------------- | ----- | ------------------- |
| -  | Italia (bandiera) | D     | Giovanni Bagnara    |
| -  | Italia (bandiera) | C     | Alessandro Bruno    |
| -  | Italia (bandiera) | C     | Ivan Buonocunto     |
| -  | Italia (bandiera) | D     | Giuseppe Caraviello |
| -  | Italia (bandiera) | D     | Gianpaolo Castorina |
| -  | Italia (bandiera) | C     | Daniele Coccia      |
| -  | Italia (bandiera) | D     | Filippo Curione     |
| -  | Italia (bandiera) | A     | Manuel De Luca      |
| -  | Italia (bandiera) | A     | Antonino Di Franco  |
| -  | Italia (bandiera) | A     | Raffaele Di Giacomo |
| -  | Italia (bandiera) | D     | Luigi Di Giorgio    |
| -  | Italia (bandiera) | D     | Matteo Di Martino   |
| -  | Italia (bandiera) | D     | Gianluca Esposito   |
| -  | Italia (bandiera) | C     | Fiorentino Grassi   |
| -  | Italia (bandiera) | A     | Renato Greco        |

| N. |                   | Ruolo | Calciatore         |
| -- | ----------------- | ----- | ------------------ |
| -  | Italia (bandiera) | D     | Raffaele Imparato  |
| -  | Italia (bandiera) | D     | Michele Lestani    |
| -  | Italia (bandiera) | D     | Manuel Marcuz      |
| -  | Italia (bandiera) | A     | Fabio Mazzeo       |
| -  | Italia (bandiera) | P     | Luca Milan         |
| -  | Italia (bandiera) | C     | Nicola Milano      |
| -  | Italia (bandiera) | A     | Francesco Nardi    |
| -  | Italia (bandiera) | C     | Mario Niedda       |
| -  | Italia (bandiera) | C     | Giovanni Piemonte  |
| -  | Italia (bandiera) | C     | Paolo Ramora       |
| -  | Italia (bandiera) | C     | Dario Rocco        |
| -  | Italia (bandiera) | C     | Ivan Romito        |
| -  | Italia (bandiera) | P     | Giovanni Schettino |
| -  | Italia (bandiera) | A     | Rosario Stanzione  |